# Engineering Division TP-1
El Engineering Division TP-1 fue un caza biplano biplaza diseñado por Alfred V. Verville y Virginius E. Clark en la División de Ingeniería (Engineering Division) del Cuerpo Aéreo del Ejército de los Estados Unidos. Un segundo avión fue completado como biplano de observación y designado Engineering Division XCO-5.

## Desarrollo
El TP-1 prototipo fue construido como XTP-1 y probado en McCook Field en 1923. Biplano, el ala superior tenía menor envergadura y una cuerda más estrecha que la inferior. El XTP-1 estaba armado con cinco ametralladoras de 7,62 mm y estaba equipado con un motor Liberty 12 de 315 kW (423 hp). Un segundo prototipo fue completado como avión de observación/reconocimiento con la designación XCO-5.
El XCO-5 necesitaba un ala de gran sustentación apta para las tareas a realizar a gran altura. Se prepararon nuevas alas. El perfil alar fue el Joukowsky StAe-27A, un tipo de ala muy recamarado con un grueso borde de ataque. Las alas tenían un fuerte escalonado, con un área alar total de 55,74 m². Además de revestir y aislar la cabina, se sangraba aire caliente desde el tubo de escape del motor. Una cubierta sobre la parte superior de la cabina mantenía dentro el calor; un panel transparente en la cubierta permitía al piloto ver sus instrumentos.

## Historia operacional
El 10 de octubre de 1928, Bill Streett y Albert William Stevens lograron un récord de altitud no oficial en el XCO-5 para aviones que llevasen a más de una persona: 11 538 m; a menos de 300 m del récord oficial de altitud para una sola persona. A dicha altura midieron la temperatura en -61 °C, lo suficiente como para helar los controles del avión. Con los controles helados, Streett fue incapaz de reducir la altitud o apagar el motor hasta casi 20 minutos más tarde, cuando se quedó sin combustible, tras lo que descendió el frágil biplano experimental en un suave planeo y realizó un aterrizaje forzoso sin motor.

## Variantes
XTP-1
Prototipo de caza de persecución biplaza, uno construido.
XCO-5
Variante de observación del TP-1, uno construido.

## Operadores
Estados Unidos
- Servicio Aéreo del Ejército de los Estados Unidos

## Especificaciones
Referencia datos: The American Fighter

### Características generales
- Tripulación: Dos (piloto y artillero)
- Longitud: 7,7 m (25,1 ft)
- Envergadura: 11 m (36 ft)
- Altura: 3,1 m (10 ft)
- Superficie alar: 34,8 m² (374,6 ft²)
- Peso vacío: 1246 kg (2746,2 lb)
- Peso cargado: 1979 kg (4361,7 lb)
- Planta motriz: 1× motor lineal V-12 refrigerado por agua Liberty L-12.
  - Potencia: 315 kW (434 HP; 428 CV)

### Rendimiento
- Velocidad nunca excedida (Vne): 208 km/h (129 MPH; 112 kt) al nivel del mar
- Velocidad crucero (Vc): 188 km/h (117 MPH; 102 kt)
- Alcance: 3,95 h
- Techo de vuelo: 4100 m (13 451 ft)
- Régimen de ascenso: 2,5 m/s (494 ft/min)

### Armamento
- Ametralladoras: 

  - 2 de 7,62 mm fijas de tiro frontal
  - 2 de 7,62 mm en montaje flexible en la cabina trasera
  - 1 de 7,62 mm disparando a través de rejilla ventral

## Aeronaves relacionadas

### Secuencias de designación
- Secuencia TP-_ (Persecución, Biplaza del USAAS, 1919-1924): TP-1
- Secuencia CO-_ (Aviones de Observación de Cuerpo del USAAS, 1922-1924): ← CO-2 - CO-3 - CO-4 - CO-5 - CO-6 - CO-7 - CO-8